# Forevermore
| Recensione       | Giudizio |
| ---------------- | -------- |
| AllMusic         |          |
| Blabbermouth.net |          |
| The Guardian     |          |

Forevermore è l'undicesimo album in studio del gruppo musicale britannico Whitesnake, pubblicato il 9 marzo 2011 dalla Frontiers Records.
L'album ha debuttato alla 49ª posizione della Billboard 200, vendendo 12 000 copie nella prima settimana di pubblicazione. Al maggio del 2015, aveva venduto oltre 44 000 copie nei soli Stati Uniti.

## Storia
Nel 2008 i Whitesnake hanno pubblicato il loro primo album in studio dopo oltre un decennio, Good to Be Bad. Il disco è stato ben accolto sia dalla critica che dal pubblico. Nel 2009 il chitarrista del gruppo Doug Aldrich ha rivelato di essere al lavoro per la composizione di nuovo materiale in vista di un prossimo album, mentre nel febbraio 2011 ha svelato i primi dettagli sul disco.
Il frontman David Coverdale ha dichiarato che Forevermore secondo lui «abbraccia ancora tutti quegli elementi che hanno reso famosi gli Whitesnake».

## Tracce
Testi e musiche di David Coverdale e Doug Aldrich.
1. Steal Your Heart Away – 5:18
2. All Out of Luck – 5:28
3. Love Will Set You Free – 3:52
4. Easier Said Than Done – 5:13
5. Tell Me How – 4:41
6. I Need You (Shine a Light) – 3:49
7. One of These Days – 4:53
8. Love and Treat Me Right – 4:14
9. Dogs in the Street – 3:48
10. Fare Thee Well – 5:18
11. Whipping Boy Blues – 5:02
12. My Evil Ways – 4:33
13. Forevermore – 7:22

Traccia bonus dell'edizione giapponese
1. Whipping Boy Blues (Swamp mix) – 6:06

Tracce bonus dell'edizione deluxe
1. Love Will Set You Free (Alternative mix) – 4:09
2. Forevermore (Acoustic version) – 4:42
3. My Evil Ways (My Evil Drums Mix) – 4:50

Tracce bonus dell'edizione iTunes
1. Love Will Set You Free (Alternative mix) – 4:09
2. Forevermore (Acoustic version) – 4:42
3. Love Will Set You Free (Video) – 3:51

## Formazione
- David Coverdale – voce
- Doug Aldrich – chitarre, cori
- Reb Beach – chitarre, cori
- Michael Devin – basso, cori
- Brian Tichy – batteria, cori

### Altri musicisti
- Timothy Drury – tastiere
- Jasper Coverdale – cori

## Classifiche
| Classifica (2011)          | Posizione massima |
| -------------------------- | ----------------- |
| Austria                    | 27                |
| Belgio (Fiandre)           | 63                |
| Belgio (Vallonia)          | 37                |
| Finlandia                  | 11                |
| Francia                    | 124               |
| Germania                   | 16                |
| Giappone                   | 18                |
| Italia                     | 41                |
| Norvegia                   | 16                |
| Paesi Bassi                | 42                |
| Polonia                    | 42                |
| Regno Unito                | 33                |
| Regno Unito (rock & metal) | 2                 |
| Repubblica Ceca            | 15                |
| Scozia                     | 34                |
| Stati Uniti                | 49                |
| Stati Uniti (hard rock)    | 5                 |
| Stati Uniti (independent)  | 10                |
| Stati Uniti (rock)         | 13                |
| Stati Uniti (tastemaker)   | 3                 |
| Svezia                     | 6                 |
| Svizzera                   | 17                |
| Ungheria                   | 23                |

## Date di pubblicazione
| Luogo       | Data           |
| ----------- | -------------- |
| Giappone    | 9 marzo 2011   |
| Austria     | 25 marzo 2011  |
| Belgio      | 25 marzo 2011  |
| Germania    | 25 marzo 2011  |
| Paesi Bassi | 25 marzo 2011  |
| Svizzera    | 25 marzo 2011  |
| Finlandia   | 28 marzo 2011  |
| Norvegia    | 28 marzo 2011  |
| Svezia      | 28 marzo 2011  |
| Canada      | 29 marzo 2011  |
| Italia      | 29 marzo 2011  |
| Stati Uniti | 29 marzo 2011  |
| Francia     | 31 marzo 2011  |
| Regno Unito | 18 aprile 2011 |